# آزمایشگاه‌های اچ‌پی
آزمایشگاه‌های اچ‌پی یک مؤسسهٔ پژوهشی اکتشافی و پیشرفته زیرمجموعهٔ شرکت اچ‌پی است. دفتر مرکزی آزمایشگاه‌های اچ‌پی در پالو آلتو واقع در ایالت کالیفرنیا آمریکا قرار دارد و این گروه دارای امکانات تحقیق و توسعه در بریستول انگلستان است. توسعهٔ ماشین‌حساب‌های رومیزی قابل‌برنامه‌ریزی، چاپگر جوهرافشان و گرافیک‌های سه‌بعدی توسط محققان آزمایشگاه‌های اچ‌پی انجام شده‌است.
آزمایشگاه‌های اچ‌پی در ۳ مارس ۱۹۶۶ توسط بنیانگذاران بیل هیولت و دیوید پکرد تأسیس شد و به‌دنبال ایجاد تشکلی بود که با دغدغه‌های مشاغل روزمره محدود نشود. آزمایشگاه‌های اچ‌پی با کمک مهندس سابق آزمایشگاه‌های بل و مخترع ماسفت (ترانزیستور MOS) محمد عطاالله، که سپس در سال ۱۹۷۲ آن‌جا را ترک کرد، ایجاد شد.
آزمایشگاه‌ها به‌طور چشمگیری کاهش یافته‌اند. در اوت ۲۰۰۷، مدیران اچ‌پی تعداد پروژه‌ها را به میزان چشمگیری کاهش دادند و از ۱۵۰ به ۳۰ رسید. از سال ۲۰۱۸، آزمایشگاه‌های اچ‌پی تنها حدود ۲۰۰ محقق دارد، که در مقایسه با سطوح اولیه کارکنان از ۵۰۰ محقق کاهش چشمگیری است.
با وجود تجزیه هیولت پکرد به هیولت پکرد انترپرایز و اچ‌پی در ۱ نوامبر ۲۰۱۵، آزمایشگاه‌های پژوهشی هیولت پاکارد به اچ‌پی واگذار شد.